# Abdecklack
Abdecklack ist eine lichtundurchlässige braune oder rote Farbe, die für nachträgliche Bearbeitung (Retusche) von Negativen oder Positiven im Fotolabor Verwendung findet.
Der Abdecklack kann wasserfest oder wasserlöslich sein. Wasserlöslicher Abdecklack besteht meist aus Rötel, der mit Wasser dick angerührt wird. Wasserfester Rotlack besteht aus lösungsmittelhaltiger Farbe, die schnell auftrocknet.
Fotografische Schichten, die für rotes Licht nicht empfindlich sind, werden mit diesem Abdecklack bestrichen, wenn man eine Belichtung auf Teilen eines Bildes oder Films verhindern will (Maskierung). Der Lack lässt sich nach der Verarbeitung des Films oder Bildes rückstandsfrei abziehen (Abziehlack, Filmätzlack) und die vorher geschützte Fläche des Films oder Bildes lässt sich erneut belichten und verarbeiten.
Abdecklack ist weiterhin auch ein Synonym für Ätzgrund in der Radierung.